# 尔朱羽健
尔朱羽健（？—？），北秀容郡（今山西省忻州市忻府区）人，北魏官员，尔朱荣的高祖。

## 族属
陈寅恪认为尔朱氏的祖属契胡就是羯胡，周一良、姚薇元赞成陈寅恪的意见。关于“羯胡”的种族，陈寅恪、谭其骧、姚薇元、王仲荦等人将其直接比附为中亚的某国、某族、某人。唐长孺则认为羯胡属于杂胡之一种。施安昌则认为尔朱氏为粟特人。故宫研究院古文献研究所所长王素根据尔朱彦伯墓志指出尔朱氏原本是安姓，为昭武九姓之一，在西晋末年“金马之难”时迁居尔朱川改姓尔朱。

## 生平
尔朱羽健的先祖居住在尔朱川，因此以尔朱为姓氏，家族长久统领部落，世代为酋帅。尔朱羽健在登国初年担任领民酋长，率领契胡武士一千七百人跟随魏道武帝拓跋珪平定了晋阳和中山，论功被封为散骑常侍。因为尔朱羽健居住在秀容川，魏道武帝下诏割出方圆三百里的土地封给他，世代作为他的家业。魏道武帝原本看到南秀容川土地肥沃，想要尔朱羽健居住在那里，尔朱羽健说：“臣家世代为国，侍奉左右。北秀容已在臣的封地之内，距离京城比较近，怎能因为土地的肥沃贫瘠而搬迁到远处。”魏道武帝同意了。尔朱羽健居住的地方，曾经有狗舔舐土地，据此挖掘，得到一处甘泉，在魏收完成《魏书》的时代仍名叫狗舐泉。尔朱羽健在魏太武帝拓跋焘时期去世。

## 家庭

### 儿子
- 尔朱郁德，北魏领民酋长

### 孙子
- 尔朱代勤，北魏代理宁南将军、肆州刺史、领民酋长、梁郡莊公

### 曾孙
- 尔朱新兴，北魏散骑常侍、平北将军、秀容第一领民酋长、西河简王

### 玄孙
- 尔朱荣，北魏使持节、侍中、都督中外诸军事、大将军、开府、兼尚书令、领军将军、领左右将军、晋武王